# Stan Brown
Stanley "Stan" Brown (Filadelfia, Pensilvania, 27 de junio de 1929-Dover, Delaware, 2 de agosto de 2009) fue un jugador de baloncesto estadounidense que disputó dos  temporadas entre la BAA y la NBA, además de jugar en la ABL y la EBL. Con 1,91 metros de estatura, jugaba en la posición de alero. Durante más de 48 años fue el jugador más joven en debutar en la NBA, haciéndolo con 18 años y 139 días, récord que fue superado posteriormente por Kobe Bryant.

## Trayectoria deportiva

### Profesional
Con apenas 17 años de edad, y sin pasar por la universidad, el legendario Eddie Gottlieb se fijó en él en el instituto, y lo fichó para los Philadelphia Sphas de la ABL, y ya en su primera temporada fue el segundo mejor anotador de su equipo, con 13,5 puntos por partido, únicamente superado por Jack Hewson. Jugó otra temporada más con el equipo judío hasta que, al final de la misma fichó por los Philadelphia Warriors de la BAA, con los que disputó 19 partidos en los que promedió 2,6 puntos.
Regresó a los SPhas al año siguiente, jugando una temporada en la que promedió 15,1 puntos por partido, fichando al año siguiente por los Trenton Tigers, con los que únicamente disputó 9 partidos en los que promedió 9,9 puntos.
En 1950 cambió de liga para jugar en los Sunbury Mercuries de la EBL, donde jugó sólo siete partidos pero siendo el mejor anotador del equipo, promediando 19,0 puntos. Su mentor Gottlieb lo volvió a llamar para jugar con los Warriors en la NBA, disputando 15 partidos en los que promedió 3,6 puntos y 1,1 rebotes.

## Estadísticas de su carrera en la NBA

### Temporada regular
| Año     | Equipo       | PJ | MPP | %TC  | %TL  | RPP | APP | PPP |
| ------- | ------------ | -- | --- | ---- | ---- | --- | --- | --- |
| 1947-48 | Philadelphia | 19 | –   | .268 | .632 | –   | .1  | 2.6 |
| 1951-52 | Philadelphia | 15 | 9.4 | .349 | .556 | 1.1 | .6  | 3.6 |
| total   | total        | 34 | 9.4 | .306 | .595 | 1.1 | .3  | 3.1 |